# NGC 2968
| Galáxia irregular NGC 2968 |                                                                   |
|                            |                                                                   |
| Dados do catálogo:         |                                                                   |
| Classificação do objeto:   | Irr                                                               |
| Brilho superficial         | 13,1                                                              |
| Massa (Sol=1)              | ----                                                              |
| Outras denominações:       | UGC 5190, MCG+05-23-029, H II-491, h 624, GC 1899, PGC 27800, etc |

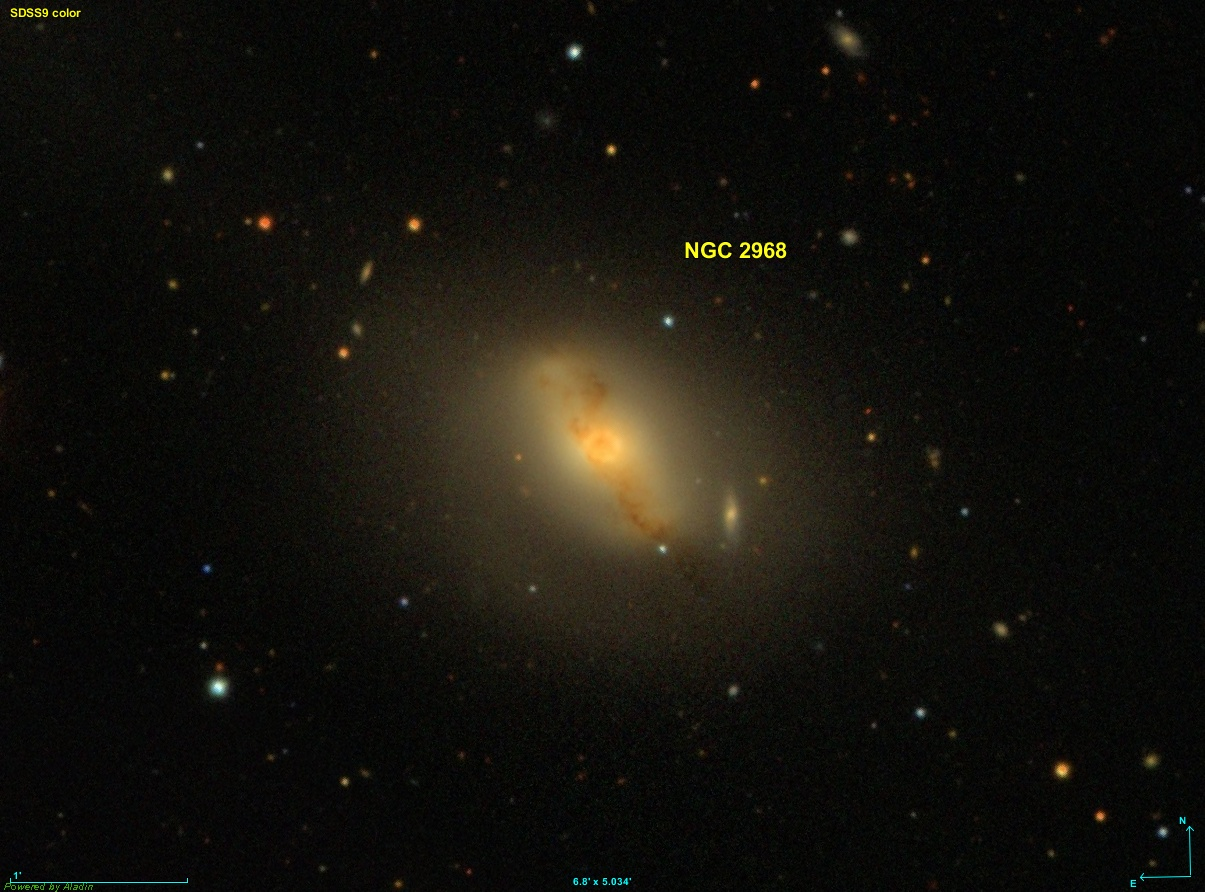
Ilustração.

NGC 2968 é uma galáxia irregular situada na direção da constelação de Leão. Possui uma magnitude aparente de 11,9, uma declinação de +31º 55' 44" e uma ascensão reta de 09 horas, 43 minutos e 12,0s.